# Alexandros Lykourgos
Alexandros Lykourgos (in greco Αλέξανδρος Λυκούργος?; Karlovasi, 4 novembre 1827 – Atene, 17 ottobre 1875) è stato un teologo greco.

## Biografia
Nato nell'isola di Samos nel 1827, dopo lunghi studi in Germania (Lipsia, Heidelberg, Halle e Berlino) e pellegrinaggio in Palestina, tornò in Grecia nel 1858. Fu nominato professore di teologia presso l'Università di Atene e eletto vescovo greco-ortodosso di Siro e Tino, isole delle Cicladi con significative popolazioni cattoliche con cui, secondo le relazioni consolari francesi, era in rapporti conflittuali intorno al 1864. 
È particolarmente noto per la sua visita in Inghilterra per consacrare la chiesa greco-ortodossa di San Nicola a Liverpool. La sua visita ebbe numerosi soggiorni con William Ewart Gladstone a Hawarden, il vescovo Christopher Wordsworth di Lincoln, con il vescovo di Londra, e una visita alla regina Vittoria al castello di Windsor.
Lykourgos fu coinvolto in colloqui con i cattolici di Bonn, dove difese con fermezza la posizione ortodossa della Processione dello Spirito Santo e influenzò la decisione degli antichi cattolici di abbandonare la clausola del Filioque.